# أبو الفتح المصيصي
شيخ دمشق أبو الفتح نصر الله بن محمد بن عبد القوي المصيصي اللاذقي الدمشقي الشافعي الأشعري نسبًا ومذهبًا، أحد رواة الحديث النبوي.
نشأ بصور، وسمع بها من الحافظ أبي بكر الخطيب، وعمر بن أحمد الآمدي عبد الرحمن بن محمد الأبهري، والفقيه نصر المقدسي وتفقه عليه، وسمع ببغداد من عاصم بن الحسن، ورزق الله التميمي، وبأصبهان من أبي منصور محمد بن علي بن شكرويه، والوزير نظام الملك، وبالأنبار من خطيبها أبي الحسن بن الأخضر، وبدمشق من أبي القاسم بن أبي العلاء، وأخذ علم الكلام عن أبي بكر محمد بن عتيق القيرواني. كان متصلبا في السنة، حسن الصلاة، متجنبا أبواب السلاطين، وكان مدرس الزاوية الغربية بعد شيخه الفقيه نصر، وقد وقف وقوفا في البر. ولد باللاذقية سنة 448 هـ.
قال السمعاني: «إمام مفت، فقيه أصولي، متكلم، دين خير، كتبت عنه». قال الذهبي: «حدث عنه القاسم بن عساكر، ومكي بن علي، وجابر بن محمد بن اللحية، وعسكر بن خليفة الحمويان، ويوسف بن مكي، والخضر بن كامل، وأحمد بن محمد بن سيدهم، وزينب بنت إبراهيم القيسي، وابن الحرستاني، وهبة الله بن طاوس، وأبو المحاسن بن أبي لقمة».

## وفاته
مات في شهر ربيع الأول سنة 542 هـ.